# 高槻市立埋蔵文化財調査センター
高槻市立埋蔵文化財調査センター（たかつきしりつまいぞうぶんかざいちょうさセンター）は大阪府高槻市南平台にある調査研究施設。

## 概要
高槻市内の約500ヶ所の遺跡の埋蔵文化財を調査・研究し、出土遺物等を整理・保存する目的で設立された。。

## 施設

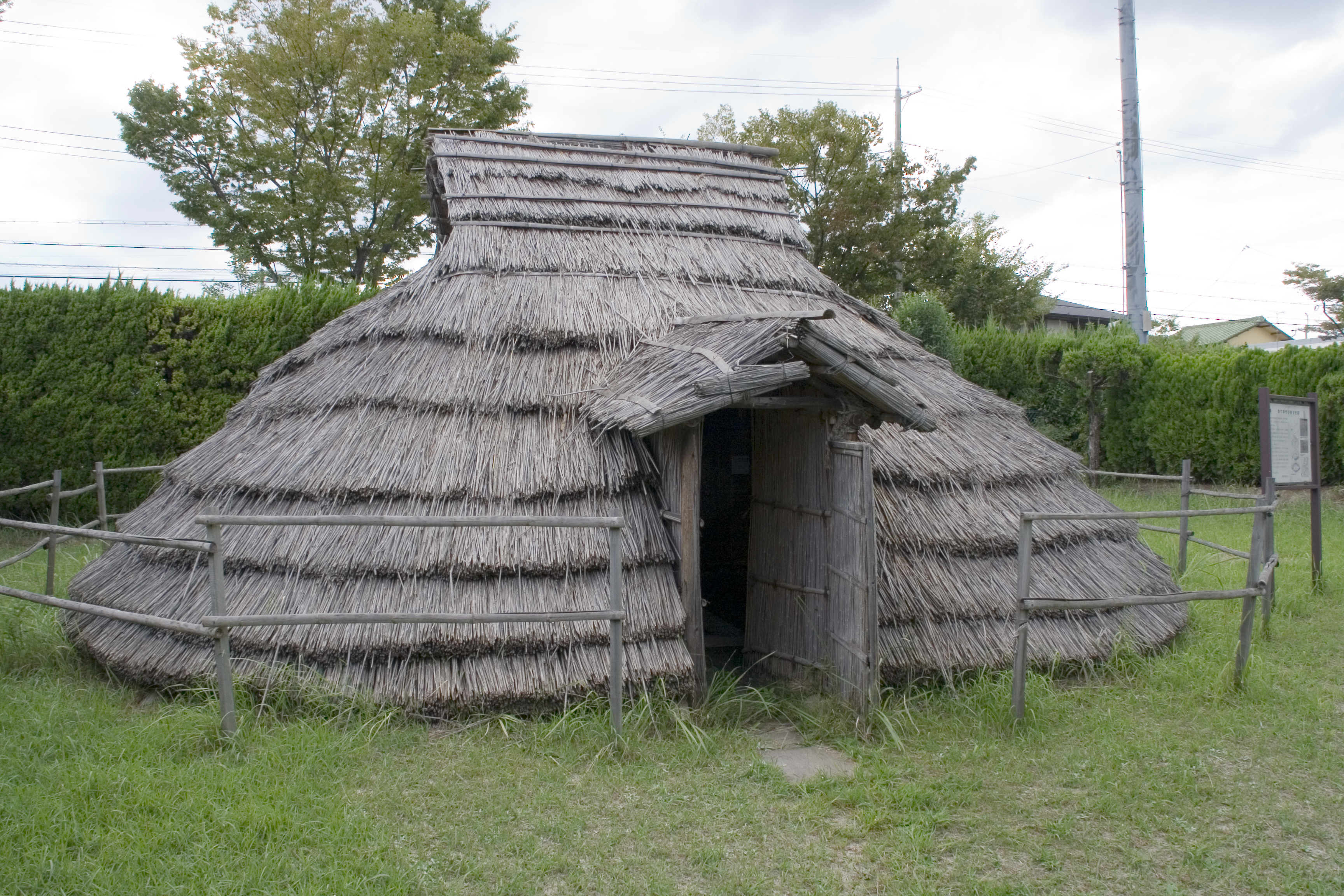
竪穴建物
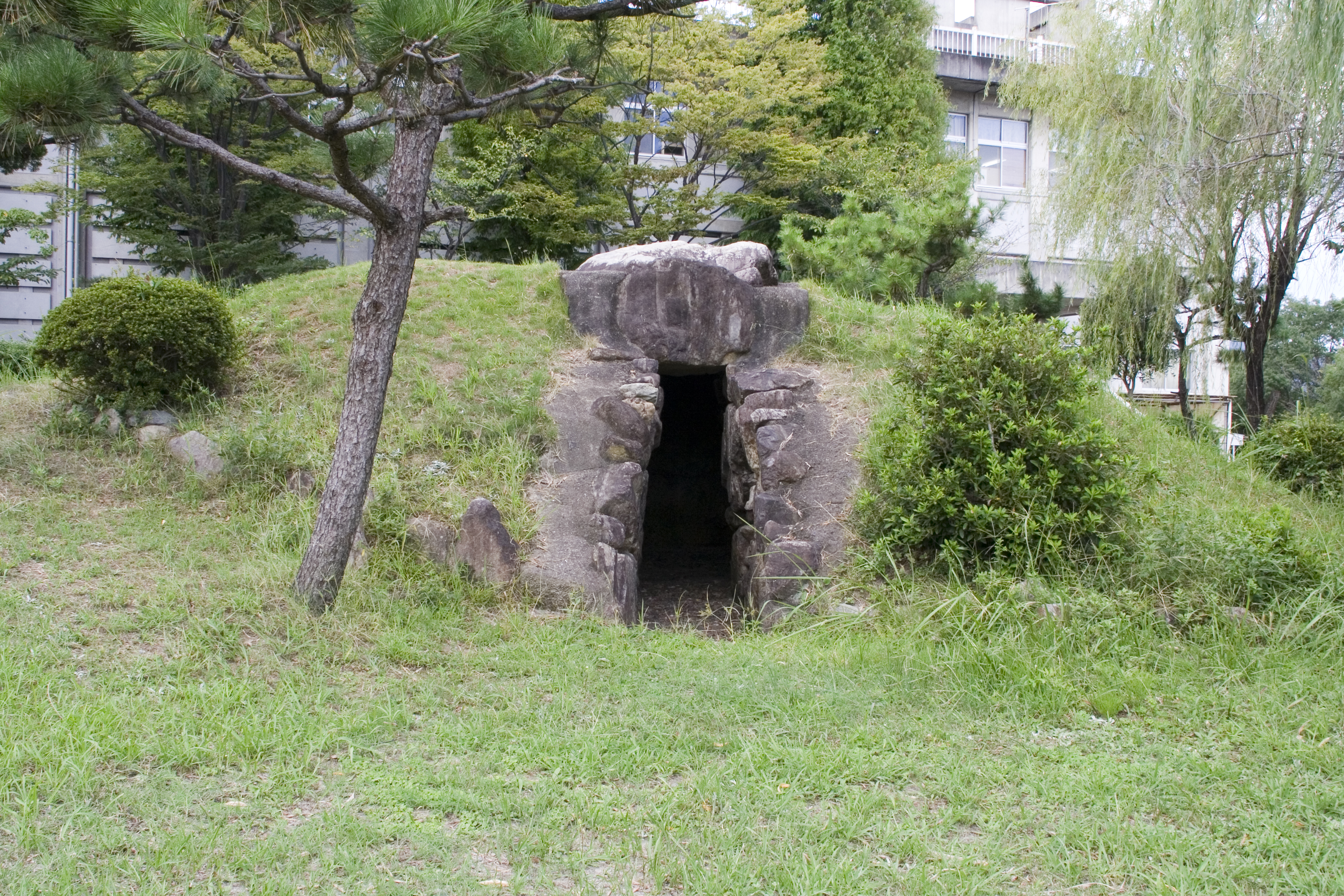
横穴式石室

- ロビー - 文化財の一部を展示
- 収蔵庫 - 出土遺物の保存
- 特別収蔵庫 - 木製品を水槽の中で保存
- 整理室 - 土器類の復元
- 写場 - 撮影室
- 製図室
- 前庭
  - 竪穴建物の復元
  - 塚脇古墳群の横穴式石室を移築復元
  - 岡本山古墳群出土の石仏と五輪塔

- 竪穴建物
- 横穴式石室

## 利用情報
- 開館　午前8時45分～午後5時15分
- 休館　土曜日・日曜日・祝日、12月29日～1月3日
- 入館料　無料

## 交通アクセス
- JR京都線高槻駅から「関西大学」または「平安女学院東」行の市バスで15分、「南平台小学校前」下車、徒歩約2分。
- JR京都線摂津富田駅から市営バス「奈佐原」行きで「北南平台」下車、徒歩約2分。

## 周辺
- あくあぴあ芥川
- 平安女学院大学高槻キャンパス
- 摂津峡